# Галапагоський морський лев
Галапагоський морський лев (Zalophus wollebaeki) — вид ссавців родини Отарієвих. Мешкають на Галапагоських островах і, в менших кількостях, на Ісла-де-ла-Плата (Еквадор). Вони досить соціальні й це один з найчисленніших видів на Галапагосах. Часто можна помітити як вони приймають сонячні ванни на піщаному березі чи каменях або граціозно ковзають по хвилях. Їх гучний гавкіт, грайливий характер, і витончена спритність у воді, роблять їх гостинною частиною острова.

## Таксономічна нотатка
Цей вид вважався підвидом Zalophus californianus (як Z. c. wollebaeki) багатьма авторами. Rice (1998) а потім МСОП виступали за збереження за Z. wollebaeki статусу окремого виду. Недавні генетичні дані підтверджують таку їх класифікацію (Wolf et al. 2007).

## Морфологія

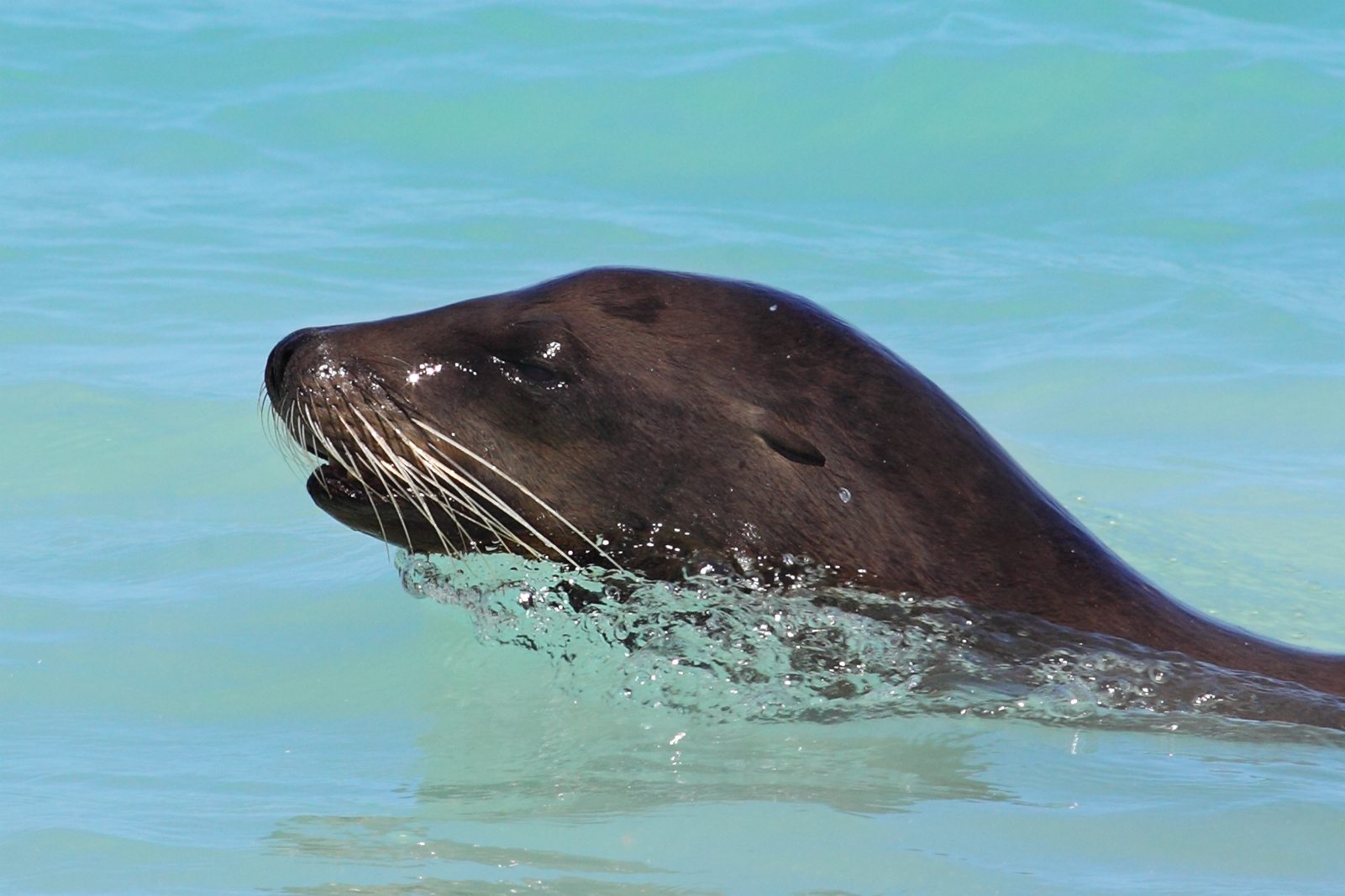
Галапагоський морський лев під час плавання

Морфометрія. голови й тіла самців завдовжки 2000—2500 мм, вага: 200—390 кг; голови й тіла самиць завдовжки 1500—2000 мм, вага: 50-120 кг.
Опис. Галапагоські морські леви схожі на Каліфорнійських морських левів, але вони розрізняються за розміром, поведінкою і морфологією черепа. Дорослий самець має великий і міцний корпус, особливо в області грудей і шиї. Дорослі самиці та молодь мають значно менші, тонкі й стрункі тіла. Дорослий самець має темно-коричневе, сірувато-коричневе чи чорно-сіре забарвлення. Доросла самиця і молодий самець сірувато-коричневий, світло-коричневий або жовтувато-коричневий. Ласти широкі, волохаті на верхній стороні.
Зубна формула: I 3/2, C 1/1, P 4/4, M 1-2/1 = 34-36 зубів.

## Стиль життя

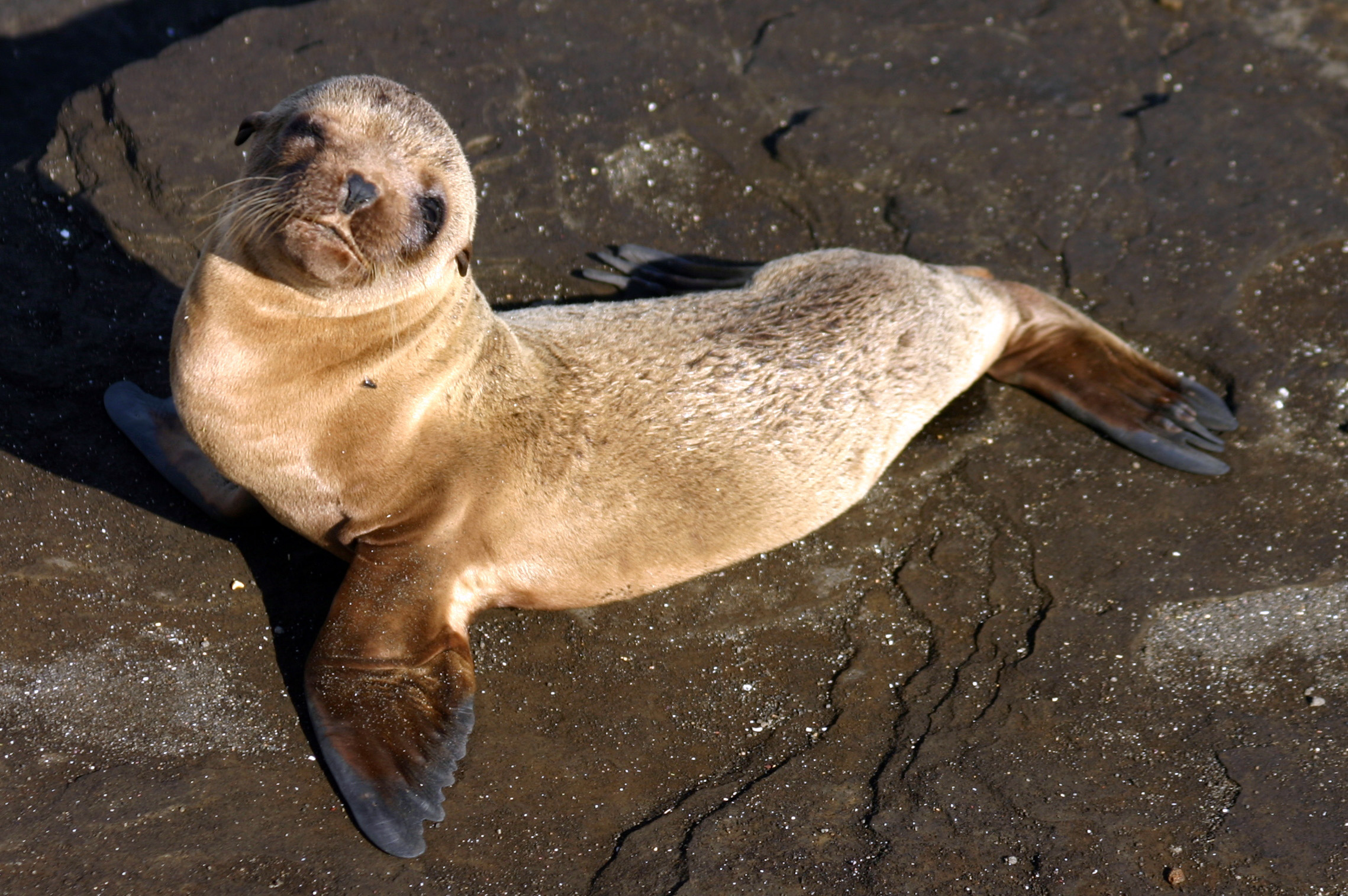
Цуценя Zalophus wollebaeki

Цуценята обох статей народжуються приблизно шестикілограмовими і на час відлучення від молока важать приблизно 25-40 кг. Щенята народжуються з коричнево-чорним хутром, яке стає світло-коричневим у вік від трьох до п'яти місяців. Цуценята починають входити у воду і приступати до вправ з плавання у 1-2 тижні після пологів. Вік зрілості для обох статей, за оцінками, близько 4-5 років. Самиці народжують одне дитинча в рік після вагітності близько 11 місяців. Тривалість життя, за оцінками, становить близько 15-24 років. Галапагоські морські леви не є мігруючими. Вони не бояться людей, під час знаходження на березі. Максимальна записана глибина занурення 338 м, а максимальна тривалість його — 9,8 хвилин. Середня глибина занурення варіюється від 45 до 150 м, а середня тривалість його — 3-5 хвилин. Здобиччю є сардини, мікрофіди (Myctophidae), кальмари, восьминоги. Вороги: собаки, акули, косатки.